# Historische bron

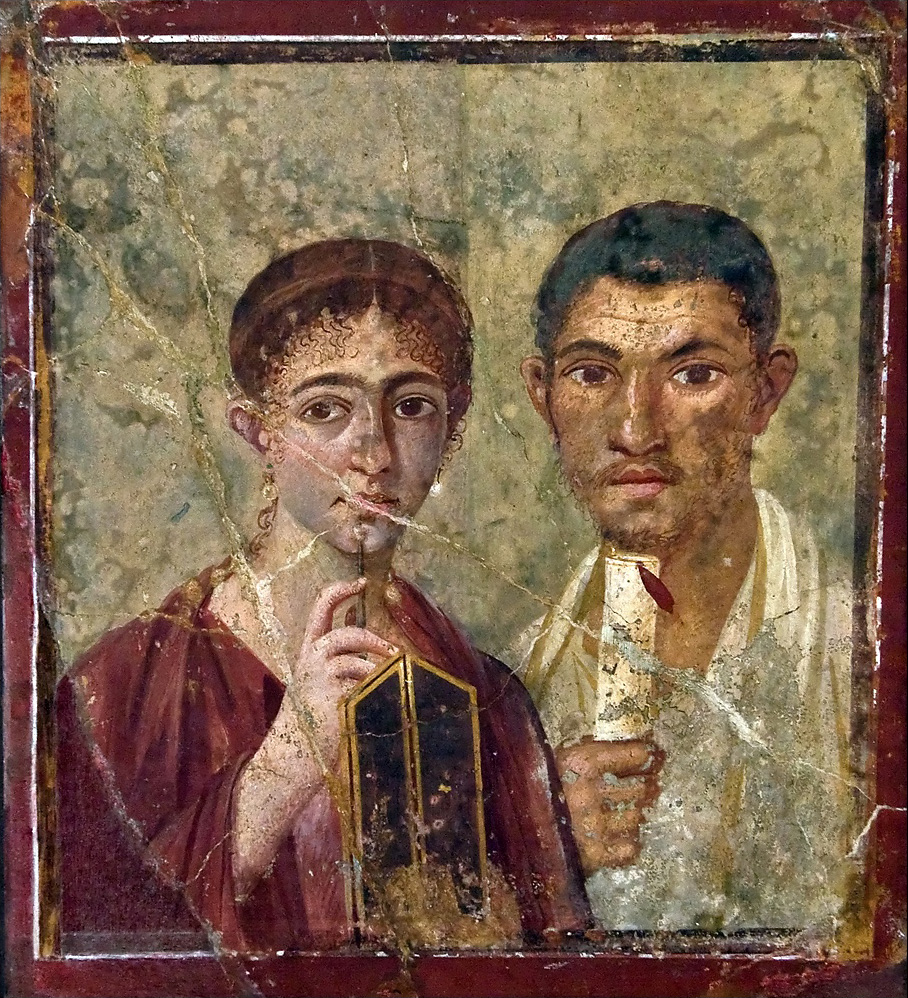
Deze muurschildering gevonden in de Romeinse stad Pompeï is een voorbeeld van een historische bron

Een historische bron is elk object dat rechtstreeks informatie geeft over het verleden, en dus tevens zelf uit het verleden stamt. 
Historische bronnen worden op twee manieren ingedeeld:
- De verdeling in primaire en secundaire bronnen heeft betrekking op de afstand tot de onderzochte gebeurtenis.
- Naar hun vorm worden bronnen ingedeeld in drie tot vijf groepen. Bekend is de indeling in respectievelijk materiële, geschreven en gesproken bronnen. Afbeeldingen worden soms apart als 'visuele bron' ingedeeld. Tegenwoordig komen daar de digitale bronnen bij, zoals tweets.

Een historisch werk is het resultaat van een wetenschappelijk onderzoek naar de historische feiten.

## Geschreven bronnen
Geschreven bronnen worden ingedeeld in: 
- verhalende of literaire teksten, bijvoorbeeld wetenschappelijke traktaten, kranten, kronieken, egodocumenten, romans en biografieën;
- diplomatieke teksten - bronnen die een rechtssituatie vaststellen of een nieuwe rechtssituatie scheppen, bijvoorbeeld de oorkonde;
- en ten slotte de bronnen in de vorm van een sociale boekhouding, die een schriftelijke neerslag vormen van de werkzaamheden van de uitvoerende macht, of van het beheer van openbare of private administraties, ondernemingen of verenigingen.

## Ongeschreven bronnen
Ongeschreven bronnen worden onderverdeeld in mondelinge en materiële bronnen.

### Mondelinge bronnen
- Activiteit: personen vertellen over het verleden, anderen luisteren naar die herinneringen.
- Als bron: het product van de activiteit van vertellen en luisteren. Hieronder vallen het interview, een darbij eventueel gemaakte video , het transcript van het interview, het contract, de themalijst en indien van toepassing de vragenlijst, de identificatiefiche, de interviewfiche.
- Als methode: een historische onderzoeksmethode die probeert om inzicht in het verleden te krijgen. Historisch onderzoek behelst het interviewen van mensen over het verleden, met hun geheugen als historische bron.

### Materiële bronnen
Materiële voorwerpen zijn alle archeologische bronnen: alle materiële overblijfselen/sporen van menselijke activiteiten in het verleden, in de archeologie de materiële cultuur. Voorbeelden zijn gebruiksvoorwerpen, kunstvoorwerpen, het  bodemarchief, onroerend goed, graven, wegen, handgemaakte afbeeldingen als schilderijen en tekeningen, en mechanisch vervaardigde afbeeldingen zoals foto's en films. De archeologische wetenschap spreekt van respectievelijk artefacten en monumenten.

## Disciplines
De volgende disciplines onderzoeken deze bronnen:
- archeologie
- epigrafie
- geschiedenis
- numismatiek
- paleontologie
- papyrologie
- historische kritiek of bronnenonderzoek